# 诙谐曲
诙谐曲（Scherzo），也译为“諧謔曲”，是一种快速，节奏强烈的器乐曲，一般为三拍子，有令人惊奇、幽默的特点，是从小步舞曲中发展出来的，原文是意大利文，意思是“玩笑”。
海顿首先在写作奏鸣曲时用诙谐曲代替其中的小步舞曲，后来贝多芬、舒伯特都运用这种手法。肖邦更是写作独立的钢琴诙谐曲，更具有戏剧性。
也有作曲家用这种手法写作声乐作品。